# Kaple svaté Máří Magdaleny (Doubravník)
Kaple svaté Máří Magdaleny na kopci Bozinka nad Doubravníkem je kaple věnována svaté Máří Magdaleně. Je chráněna jako kulturní památka České republiky.
Kaple byla postavena ve druhé polovině 17. století, obnovena v roce 1897 a znovu opravena v roce 1970. Jde o drobnou podélnou stavbu s půlkruhovým závěrem.